# Остров Отражения
Остров Отражения (Парри) (норв. Parryøya) — остров, расположенный в Баренцевом море. Самый южный остров из трех крупнейших в Группе семи островов, расположенной в архипелаге Шпицберген, к северу от Северо-восточной Земли.
Остров назван в честь английского исследователя Вильяма Эдварда Парри (англ. William Edward Parry, англ. parry — рус. отражение), который посетил Шпицберген в 1827 году, руководя экспедицией к Северному Полюсу.